# Ole Riber Rasmussen
Ole Riber Rasmussen (n. 28 septembrie 1955, Comuna Gladsaxe, amtul Copenhaga⁠(d), Danemarca – d. 11 februarie 2017) a fost un trăgător de tir ce a reprezentat Danemarca, medaliat olimpic. A participat la 4 ediții ale Jocurilor Olimpice (1984, 1988, 1992, 1996) în care a câștigat o medalie de argint.